# Outrage (filme de 1950)
Outrage (Brasil: O Mundo É o Culpado / Portugal: Ultrage) é um filme estadunidense de 1950, do gênero drama, dirigido por Ida Lupino e estrelado por Mala Powers e Tod Andrews.

## A produção
Outrage é um dos primeiros filmes a lidar com os efeitos psicológicos do estupro, com sucesso apenas parcial, devido ao excesso de floreios do roteiro.
Segunda produção dirigida pela também atriz Ida Lupino, o filme não atraiu multidões às salas exibidoras, mas foi um dos poucos lançamentos da RKO no ano a dar lucro, ainda que pequeno -- 70000 dólares, em valores da época.

## Sinopse
Ann Walton, uma jovem feliz e sem grandes preocupações, é atacada por estuprador ao voltar do trabalho. Ela fica tão traumatizada que foge do lar e do noivo. Muda de identidade e tenta reconstruir a vida ao empregar-se em um sítio na Califórnia. Ao ser cortejada por um colega, Ann é assaltada pelas recordações de sua tragédia pessoal e quase o mata. No tribunal, é defendida pelo clérigo Bruce Ferguson, que procura demonstrar que a culpa é da sociedade.

## Elenco
| Ator/Atriz        | Personagem               |
| ----------------- | ------------------------ |
| Mala Powers       | Ann Walton               |
| Tod Andrews       | Reverendo Bruce Ferguson |
| Robert Clarke     | Jim Owens                |
| Raymond Bond      | Eric Walton              |
| Lillian Hamilton  | Senhora Walton           |
| Rita Lupino       | Stella Carter            |
| Hal March         | Detetive Hendrix         |
| Kenneth Patterson | Tom Harrison             |
| Jerry Paris       | Frank Marini             |
| Angela Clarke     | Madge Harrison           |
| Roy Engel         | Xerife Charlie Hanlon    |
| Lovyss Bradley    | Senhora Miller, policial |
| Robin Camp        | Engraxate                |
| William Challee   | Lee Wilkins              |
| Tristram Coffin   | Juiz McKenzie            |